# Battle for Terra
Battle for Terra är en amerikansk datoranimerad film, skapad av Snoot Toons och IM Global och utgiven av Lionsgate och Roadside Attractions. Filmen regisseras av Aristomenis Tsirbas och medverkar av rösterna från Evan Rachel Wood, Luke Wilson, Brian Cox och James Garner.

## Röster
- Evan Rachel Wood – Mala
- Luke Wilson – James "Jim" Stanton
- Brian Cox – General Hemmer
- James Garner – Doron
- David Cross – Giddy
- Chris Evans – Stewart Stanton
- Dennis Quaid – Roven
- Justin Long – Senn
- Danny Glover – President Chen
- Amanda Peet – Maria Montez
- Mark Hamill – Elder Orin
- Tiffany Brevard – Singer Soloist
- Danny Trejo – Elder Berum
- Phil LaMarr – Fabric Merchant
- Laraine Newman – Toy Merchant
- Ron Perlman – Elder Vorin

## Mottagande
På Rotten Tomatoes har filmen ett medelbetyg på 49 %, baserat på 94 recensioner, och ett genomsnittsbetyg på 5,52 av 10. På Metacritic har filmen genomsnittsbetyget 54 av 100, baserat på 19 recensioner.